# إتش راسل هولاند
إتش راسل هولاند (بالإنجليزية: Hezekiah Russel Holland) هو قاضي ومحامي أمريكي، ولد في 18 سبتمبر 1936 في بونتياك في الولايات المتحدة.